# لويس نابوليون شامبين
لويس نابوليون شامبين هو قاضي وسياسي كندي، ولد في 21 نوفمبر 1860 في سانت أوستاش في كندا، وتوفي في 15 أكتوبر 1911 في أوتاوا في كندا. نشط حزبياً في الحزب الليبرالي الكندي. وقد انتخب Mayor of Hull ‏ (1892 – 1893) وانتخب عضو مجلس العموم الكندي.